# Kobbsjön
Kobbsjön är en fjärd i Finland. Den ligger i landskapet Österbotten, i den västra delen av landet, 400 km nordväst om huvudstaden Helsingfors.
Kobbsjön avgränsas i söder och väster av öarna Trutören, Degerörsbådan och Synnerstörs grund, i norr av de mindre holmarna Vingelgrynnan, Kobbådan och Kobban samt i öster av Trutbådan, Malskärs grund och Malskäret. Kobbsjön ansluter till Bergöfjärden i söder och till Gloppet i norr.